# Нуритдинов, Гаджи Минажутдинович
Гаджи Минажутдинович Нуритдинов (3 ноября 1990, с. Карабудахкент, Карабудахкентский район, Дагестанская АССР, РСФСР, СССР) —  российский спортсмен, специализируется по ушу. Мастер спорта России международного класса.

## Спортивная карьера
Является воспитанником халимбекаульской школы «Пять сторон света», занимается под руководством Джанхувата Белетова. В апреле 2018 года в Москве стал чемпионом России по ушу. В мае 2018 года в Москве стал чемпионом Европы по ушу. В декабре 2018 года вошёл в число лучших спортсменом Дагестана по неолимпийским видам спорта. 4 декабря 2020 года приказом министра спорта России ему было присвоено звание мастер спорта. 31 октября 2022 года ему было присвоено звание мастер спорта России международного класса.

## Спортивные достижения
- Всемирные игры боевых искусств 2013 — ;
- Чемпионат Европы по ушу 2018 — ;
- Чемпионат России по ушу 2018 — ;

## Личная жизнь
Является старшим братом призёра чемпиона России по ушу и призёра чемпионата России по панкратиону Абдулгалима Нуритдинова.